# Алга (Оренбургская область)
Алга — посёлок в Бугурусланском районе Оренбургской области России, в составе Благодаровского сельсовета.

## География
Посёлок расположен на левом берегу реки Саврушка, в 10 км к северо-западу от центра сельского поселения села Благодаровка.

## Население
| 2010 |
| ---- |
| 49   |

Национальный состав
По данным Всероссийской переписи населения 2010 года:
| № | Национальность | Численность, чел. | Доля |
| - | -------------- | ----------------- | ---- |
| 1 | русские        | 5                 | 10 % |
| 2 | татары         | 42                | 86 % |
| 3 | другие         | 2                 | 4 %  |